# 775
| Calendário gregoriano                                                        | 775 DCCLXXV                                           |
| Ab urbe condita                                                              | 1528                                                  |
| Calendário arménio                                                           | 224 – 225                                             |
| Calendário bahá'í                                                            | -1069 – -1068                                         |
| Calendário budista                                                           | 1319                                                  |
| Calendário chinês                                                            | 3471 – 3472 Início a 6 de fevereiro (aproximadamente) |
| Calendário copta                                                             | 491 – 492                                             |
| Calendário etíope                                                            | 767 – 768                                             |
| Calendários hindus - Vikram Samvat - Calendário nacional indiano - Cáli Iuga | 830 – 831 696 – 697 3875 – 3876                       |
| Calendário Holoceno                                                          | 10775                                                 |
| Calendário islâmico                                                          | 158 – 159                                             |
| Calendário judaico                                                           | 4535 – 4536                                           |
| Calendário persa                                                             | 153 – 154                                             |
| Calendário rúnico                                                            | 1025                                                  |
| Calendário solar tailandês                                                   | 1318                                                  |

775 (DCCLXXV na numeração romana) foi um ano comum do século VIII do Calendário Juliano, da Era de Cristo, a sua letra dominical foi A (52 semanas), teve início a um domingo e terminou também a um domingo.
| Ano completo                    |
| ------------------------------- |
| Ano comum com início ao domingo |